# فريدي هيرش
فريدي هيرش (بالألمانية: Fredy Hirsch)‏ هو تربوي ألماني، ولد في 1916 في آخن في لوثارينجيا، وتوفي في 1944 في معسكر أوشفيتز بيركينو ‏ في بولندا.